# Krydderurt
En krydderurt er en plante, der hel eller kun let findelt tilsættes maden for at fremhæve en smag eller få maden til at smage af noget ekstra. Urterne kan bruges både tørrede og helt friske. De har været brugt som smagsgivere gennem hele historien og utvivlsomt også før. Op gennem middelalderen blev antallet udvidet betydeligt, men i første omgang mest til medicinske formål. Mange krydderurter, herunder de stærke, har den positive bieffekt, at de er bakteriedræbende.[kilde mangler] En del er også fordøjelsesforbedrende.[kilde mangler] Før i tiden, da transport var yderst besværlig, var krydderurter en stor luksus. Mange krydderurter blev transporteret på kamelryg langs Silkevejen fra Orienten til Europa. 
I løbet af årene efter 1900 gik brugen af krydderurter af mode.[kilde mangler] I stedet anvendte man pulveriserede, eksotiske krydderier. I 1960'erne blev krydderurterne genopdaget samtidig med, at den sydeuropæiske gastronomi for alvor vandt større udbredelse. I Italien, Frankrig og Spanien var urterne aldrig var gået af mode. Der er dog stadigvæk mærkbare, regionale forskelle imellem de urter, man helst bruger. Den grundlæggende standard er persille, timian og laurbær.[kilde mangler] I det franske køkken er både estragon og kørvel populært. I England har man en forkærlighed for pebermynte og salvie, mens rosmarin, oregano og basilikum stadig er mest populære i middelhavslandene.
Ofte bruges tørrede krydderurter i form af færdige blandinger: Fines herbes er fx en blanding af persille, kørvel, estragon og purløg. Tilsvarende er herbes de Provence en blanding af timian, rosmarin, laurbær, basilikum og sar (af og til med en smule lavendel), mens herbes venétiennes består af estragon, persille og kørvel. En suppevisk er et gammelt navn for en urteblanding, der kan bestå af persille, timian og laurbær (eventuelt også merian).

## Eksempler på krydderurter
| - Anis - Basilikum - Brøndkarse - Chili - Citrongræs - Citronmelisse - Dild - Estragon - Humle - Hvidløg - Kamille - Karse - Koriander - Kvan - Kørvel | - Laurbær - Lavendel - Løvstikke - Malurt - Merian - Mynte - Oregano - Persille - Purløg - Ramsløg - Rosmarin - Salvie - Skovsyre - Timian - Vanilje |

## Eksterne adresser med dansk indhold
- Food Bacteria-Spice Survey Shows Why Some Cultures Like It Hot Citat: "...Garlic, onion, allspice and oregano, for example, were found to be the best all-around bacteria killers (they kill everything)...Top 30 Spices with Antimicrobial Properties..."
- May 22, 2001, Add a Little Spice to Your Life. Arkiveret 27. juni 2006 hos  Wayback Machine And Take Away a Few Bacteria That Cause Disease
- August 18, 1998, Common Kitchen Spices Kill E. Coli O157:H7 Arkiveret 5. oktober 1999 hos  Wayback Machine Citat: "...The study is the first in the United States that looks at the effect of common spices on E. coli O157:H7. Previous studies have concluded spices kill other foodborne pathogens. "In the first part of our study, we tested 23 spices against E. coli O157:H7 in the laboratory," Fung said. "We found that several spices are good at killing this strain of E. coli."..."
- Krydderurter Arkiveret 5. juni 2003 hos  Wayback Machine
- Stærk som chili Citat: "...Men krydderier kan også have betydning for helbredet...."
- Ing.dk, 17.06.2003: Basilikum holder osten fri for Coli og Listeria
- Index of herbs Arkiveret 2. december 2003 hos  Wayback Machine Med latinske navne.